# Quentin Greenough
Quentin Carl Greenough (13 de gener del 1919 - 1 d'agost del 2005) Fou un jugador de futbol americà.
Greenough va néixer a Porterville, Califòrnia, per anar a viure a San Gabriel (Califòrnia). Va estudiar a l'Oregon State College (Universitat de l'Estat d'Oregon. Va servir als Guarda Costa dels Estats Units d'Amèrica, on va jugar a la seva lliga de futbol americà com a central.
Quan es va acabar la seva carrera de jugador, Greenough esdevingué assistent d'entrenador. També va esdevenir empresari.
Greenough figura a l'Oregon Sports Hall of Fame (des de 1981) i a la Sala de la Fama de la Universitat de l'Estat d'Oregon, des de 1991. Va morir a Corvallis (Montana) el 2005.